# Khéphren Thuram
Khéphren Thuram-Ulien (* 26. März 2001 in Reggio nell’Emilia, Provinz Reggio Emilia, Italien) ist ein französischer Fußballspieler. Er spielt seit 2024 für Juventus Turin in Italien.

## Karriere
Khéphren Thuram kam 2016 in die Jugendakademie der AS Monaco, nachdem er bereits in den Jugendmannschaften des FC Barcelona sowie in Frankreich bei Olympique de Neuilly und dem AC Boulogne-Billancourt aktiv gewesen war. Im August 2018 absolvierte er zwei Einsätze für die zweite Mannschaft des Vereins in der vierten Liga und damit seine ersten Spiele im Seniorenbereich.
Am 28. November 2018 debütierte er im Profifußball mit einer Einwechslung bei der 0:2-Auswärtsniederlage in der Champions League bei Atlético Madrid nach 63 Spielminuten für Alexander Golowin.
Zur Saison 2019/20 wechselte Thuram zum Ligakonkurrenten OGC Nizza. Fünf Jahre später erfolgte ein Wechsel nach Italien zu Juventus Turin.

## Erfolge
- Spieler des Monats der Serie A: Mai 2025

## Persönliches
Khéphren Thuram ist ein Sohn des französischen Fußball-Welt- und -Europameisters Lilian Thuram. Er wurde 2001 in Italien geboren, als sein Vater für die damalige AC Parma aktiv war. Sein älterer Bruder Marcus ist ebenfalls Profifußballspieler.